# Oksana Vozovic
Oksana Olegjivna Vozovik ou Oksana Vozovic (en ukrainien : Оксана Олегівна Возовик, Oksana Olegivna Vozovyk) est une joueuse d'échecs ukrainienne née le 8 décembre 1985 à Mykolaïv et championne d'Ukraine en 2006.

## Biographie et carrière
Grand maître international féminin depuis 2003., Oksana Vozovik représenta l'Ukraine lors du premier championnat du monde par équipe féminine disputé en 2007. Elle marqua 1,5 point en 3 parties comme échiquier de réserve, c'est-à-dire remplaçante et remporta la médaille de bronze par équipe.
Elle remporte le championnat d'Ukraine d'échecs féminin en décembre 2006 à Odessa, grâce à un meilleur départage devant Anna Ushenina.
Étudiante en droit à Kharkiv, Vozovik fut également médaillée au championnat d'Ukraine junior de karaté.